# RŽD-Baureihe ДТ1
Der ДТ1 (DT1) ist ein bei der Waggonfabrik Torschok gebauter Zweikraft-Triebwagen der russischen Eisenbahngesellschaft RŽD, der im Vorort- und Regionalverkehr auf Netzen mit 3 kV Gleichstrom und nicht elektrifizierten Eisenbahnstrecken eingesetzt wird. Er kann als der erste Triebzug seiner Bauart der RŽD bezeichnet werden. Die erste Einheit des Fahrzeuges wurde 2005 von der Waggonfabrik Twer ausgeliefert. Von 2009 bis zum Auslaufen der Produktion im Jahre 2013 wurde die Serie mit bisher 13 Fahrzeugen ausgeliefert.

## Geschichte
Entwickelt wurde der ДТ1 bei der Firma ЦНИИ ТрансЭлектроПрибор (ZNII Transelektroapparate) aus Sankt Petersburg. Der Diesel-Elektrozug besteht aus drei bis vier Wagen: zwei Steuerwagen, in denen die Diesel-Generator-Einheiten untergebracht sind, einem Motorwagen mit Stromabnehmer, elektrischer Ausrüstung und elektrischen Fahrmotoren und ggf. einem Beiwagen. Die vierteilige Zugeinheit weist 368 Sitzplätze auf.
Der Diesel-Elektrozug ist für den Vorortverkehr auf Eisenbahnstrecken mit einer Spurweite von 1520 mm sowie niedrigen und hohen Bahnsteigen vorhergesehen. Im Januar 2009 wurde nach erfolgter Prüfung das erste Prototypfahrzeug im Depot Sankt Petersburg Baltischer Bahnhof stationiert. Dort erhielt er den Spitznamen Плесков (Pleskow, ein früherer name von Pskow, als deutsche Variante auch Pleskau bekannt), der Betrieb mit ihm begann am 31. Mai 2009. Planmäßig wurden mit ihm noch drei Einheiten ausgeliefert, alle Fahrzeuge gelangten zu der Oktoberbahn. Der gesamte Wert der 2009 ausgelieferten vier Fahrzeuge betrug 74 Mio. Rubel. Im April 2010 waren bereit sechs Einheiten der Baureihe an den Betreiber übergeben worden. Die ersten drei Diesel-Elektrozüge wurden auf den Relationen Sankt Petersburg–Pskow (eingestellt im Zusammenhang mit der Einrichtung eines schnellen Tageszugs nach Pskow vom Witebsker Bahnhof in Sankt Petersburg), Sankt Petersburg–Kingissepp (später verlängert bis Iwangorod) und Sankt Petersburg–Gdow (später verkürzt bis zu der Station Slanzy).
In den ersten Jahren des Baus gab es bei den Fahrzeugen viele Ausfälle, besonders viele Störungen traten im Winter 2009/2010 auf. Wiederholt kam es zum Abschleppen von Einheiten durch Diesellokomotiven oder zum Ersatz ganzer Einheiten durch lokomotivbespannte Züge. Vom 17. Januar 2014 an wird eine ДТ1 Einheit durch die Swerdlowskaja schelesnaja doroga betrieben. Züge weiterer Typen fuhren auf den Relationen Jekaterinburg–Artjomowski–Alapajewsk–Nischni Tagil.

## Technische Daten

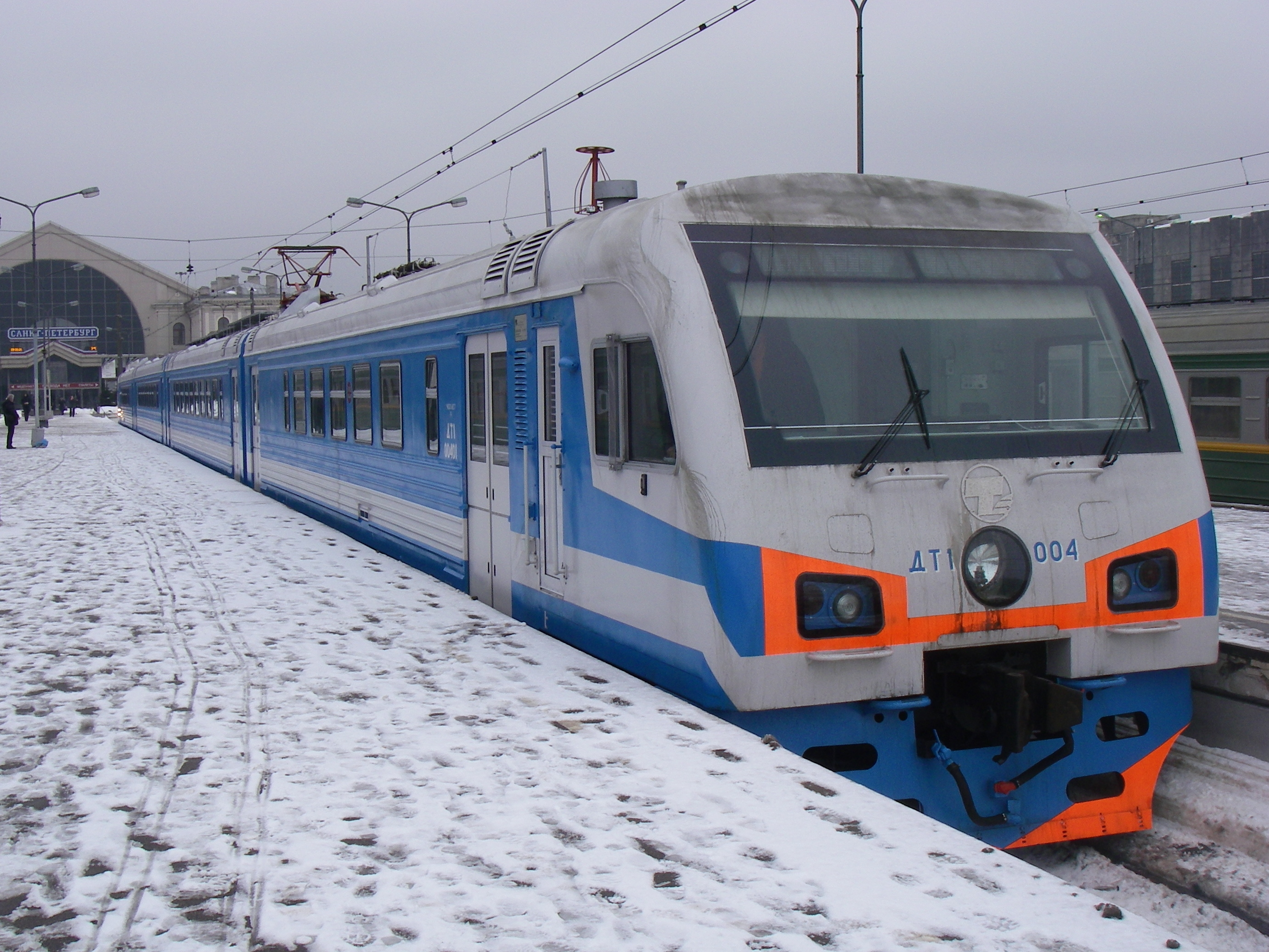
ДТ1.004 in Sankt Petersburg Baltischer Bahnhof (2010)

- konstruktive Höchstgeschwindigkeit: 130 km/h
- maximale zugelassene Geschwindigkeit: 120 km/h
- Diesel-Generator-Einheit: Power Pack MTU mit einer Leistung von 2 × 550 kW
- maximaler Vorrat an Dieselkraftstoff für eine Distanz bis 800 km
- Leistung der elektrischen Fahrmotoren 4 × 235 kW
- mittlere Beschleunigung bis zu einer Geschwindigkeit von 40 km/h: 0,45 m/s2
- mittlere Bremsverzögerung (von einer Geschwindigkeit von 80 km/h) bei elektrodynamischer Bremse: 0,25 m/s2

## Perspektiven des Einsatzes

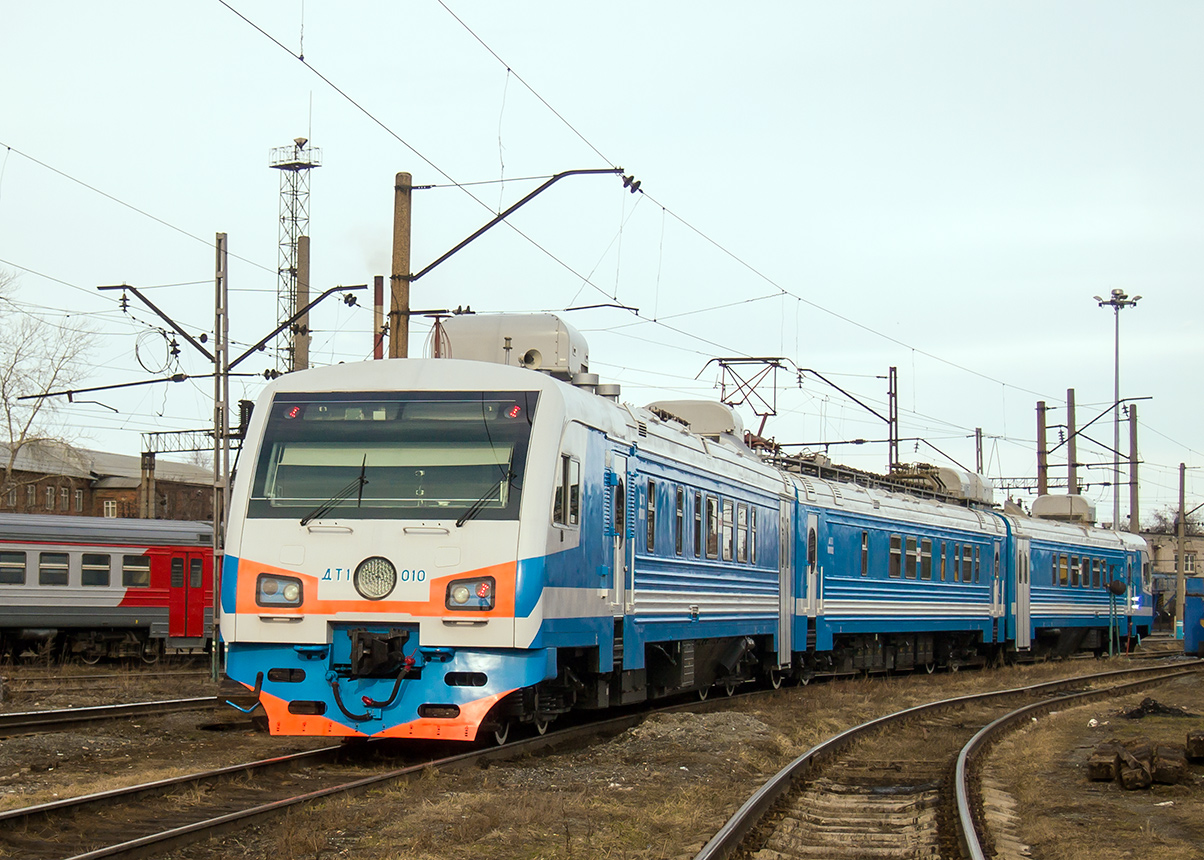
Dreiteiliger ДТ1.010 in Perm (2013)

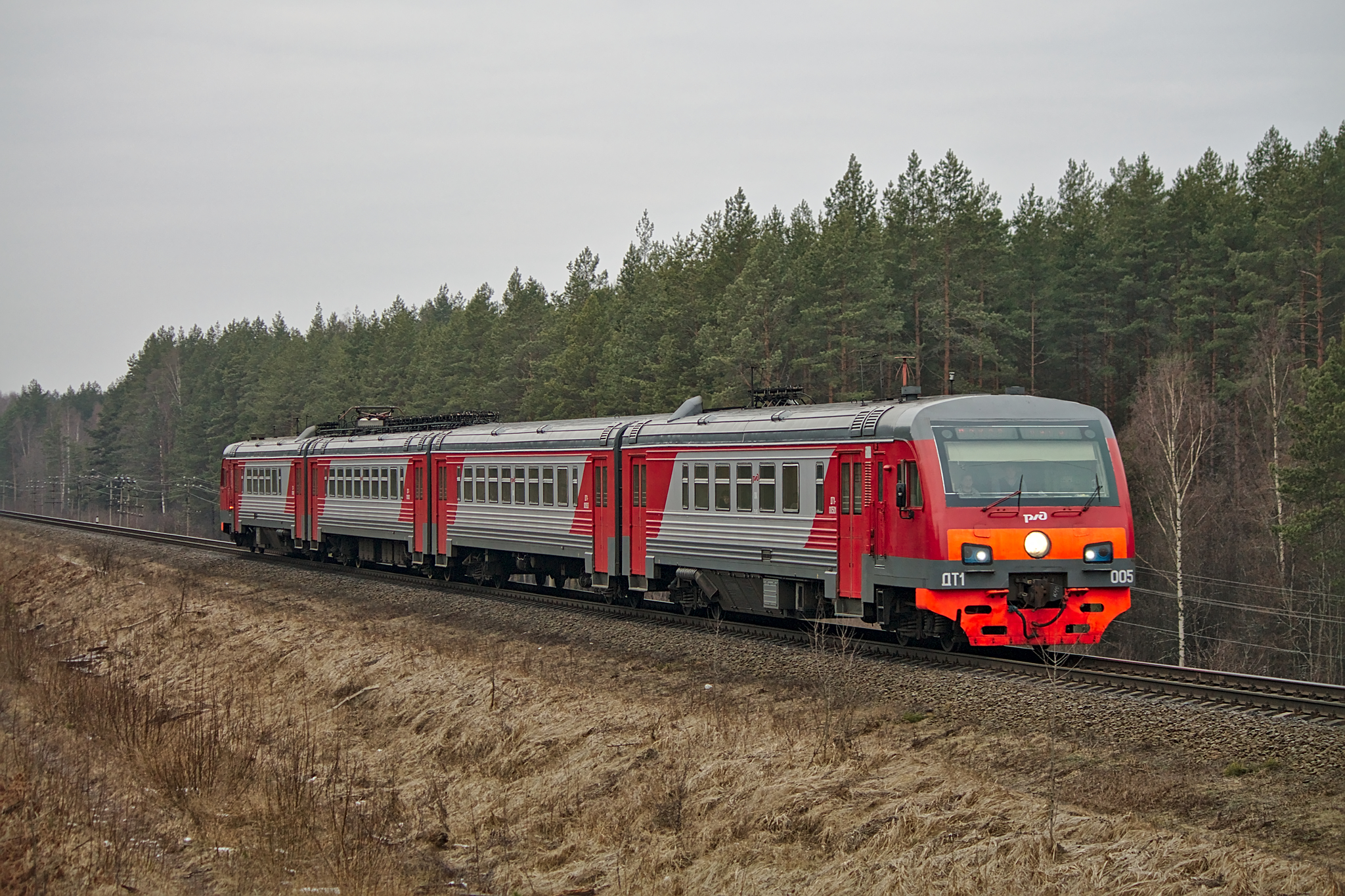
ДТ1.005 im Dieselbetrieb in neuer Lackierung

Neben den drei Relationen, auf denen der ДТ1 schon eingesetzt war, wurde auch ein Einsatz auf anderen Strecken der Oktoberbahn und anderer Eisenbahngesellschaften geplant.